# 巴蒂基夫 (利維夫州)
49°50′21″N 25°13′54″E / 49.83917°N 25.23167°E
巴蒂基夫（羅馬化：Batkiv）是烏克蘭西部的村莊，隸屬利維夫州的佐洛奇夫區。該村面積1.5平方公里，2001年該村落人口497，人口密度每平方公里332人。